# Bruixoler
Un bruixoler, a l'edat mitjana en català habitualment escrit buixoler, és un fabricant de brúixoles.
Aleshores aquesta professió es trobava lligada a la de fabricació de cartes de navegar o cartes portolanes, però mentre que a Gènova les realitzaven artesans diferenciats, a Mallorca es fabricaven al mateix taller, per aquest motiu la documentació medieval utilitza indistintament aquest terme o el de mestre de cartes de navegar, cartògraf.